# Jonas Bahamboula
Jonas Bahamboula Mbemba (ur. 2 lutego 1949 w Brazzaville) – kongijski piłkarz grający na pozycji pomocnika. W swojej karierze rozegrał 56 meczów i strzelił 13 goli w reprezentacji Konga.

## Kariera klubowa
Całą swoją karierę piłkarską Bahamboula spędził w klubie CSMD Diables Noirs. Zadebiutował w nim w 1968 roku i grał w nim do 1986 roku. W sezonie 1976 wywalczył z nim mistrzostwo Konga.

## Kariera reprezentacyjna
W reprezentacji Konga Bahamboula zadebiutował 15 sierpnia 1969 roku w zremisowanym 1:1 towarzyskim meczu z Wybrzeżem Kości Słoniowej, rozegranym w Brazzaville. W 1972 roku powołano go do kadry na Puchar Narodów Afryki 1972. Rozegrał w nim w dwa mecze grupowe: z Marokiem (0:0) i z Sudanem (4:2), w którym strzelił gola. Z Kongiem wywalczył mistrzostwo Afryki.
W 1974 roku Bahamboula został powołany do kadry na Puchar Narodów Afryki 1974. Rozegrał w nim cztery mecze: grupowe z Mauritiusem (2:0), z Zairem (2:1) i z Gwineą (1:1) i półfinałowy z Zambią (2:4 po dogrywce). Z Kongiem zajął 4. miejsce w tym turnieju.
W 1978 roku Bahamboula był w kadrze Konga na Puchar Narodów Afryki 1978. W nim rozegrał dwa mecze grupowe: z Ugandą (1:3) i z Marokiem (0:1). W kadrze narodowej od 1969 do 1982 wystąpił 56 razy i strzelił 13 goli.